# Andrej Pavlovitsj Petrov
Andrej Pavlovitsj Petrov (Russisch: Андре́й Па́влович Петро́в; Leningrad, 2 september 1930 – Sint-Petersburg, 15 februari 2006) was een Russisch componist. Hij was een zoon uit het echtpaar Pavel Platonovitsj Petrov (geboren 1903), chirurg bij het leger en Olga Vaoelina (geboren 1902), beeldend kunstenaar. 

## Levensloop
Petrov was tijdens de Tweede Wereldoorlog met zijn familie geëvacueerd naar Siberië. In de evacuatie was hij zeer geïnteresseerd in de literatuur en schreef zelf verhalen en begon met het schrijven van een roman. In 1944 keerde hij terug naar Leningrad. Toen nom hij het besluit om muziek te gaan studeren. Hij studeerde zowel aan het Rimski-Korsakov conservatorium en behaalde zijn diploma in 1945. Na de oorlog studeerde hij aan het toenmalige Staatsconservatorium van Leningrad, dat nu weer het Conservatorium van Sint-Petersburg (Russisch: Санкт-Петербургская государственная консерватория имени Н.А. Римского-Корсакова) is onder andere bij Orest Aleksandrovitsj Jevlachov (1912-1973). 
Hij huwde met de journaliste Natalia Jefimovna Petrova. Samen hadden zij een dochter Olga Andrejevna Petrova (geboren 1956) eveneens componiste en co-auteur van verschillende werken van haar vader.
Sinds 1964 was Petrov hoofd van de "Leningrad componisten vereniging".
Als componist schreef hij symfonieën, balletten ("Kust van de Hoop", "De Schepping van de wereld", "Poesjkin"), opera's ("Peter de Grote", "Majakovski begint") en instrumentale concerten. Petrov was bevriend met Dmitri Sjostakovitsj. Hij avanceerde in Rusland tot een veelgevraagd filmmuziek-componist en schreef muziek voor rond 80 films. Daarvoor ontving hij staatsprijzen in de jaren 1967, 1976 en 1980. Zijn filmmuziek was in Rusland erg populair en bekend. De liederen voerden niet zelden een van de film onafhankelijk "eigen leven" en werden als algemeen cultuurgoed betracht. In zijn eigen woorden was dat de grootste beloning voor hem als componist. 
Petrov overleed op 15 februari 2006 aan de gevolgen van een hersenbloeding. Hij werd op de Volkovo begraafplaats in Sint-Petersburg begraven.

## Composities

### Werken voor orkest

#### Symfonieën
- 1992 Symfonie nr. 1, op thema's van Protestantse hymnes
- 1992 Symfonie nr. 2, voor sopraan en orkest
- 1995 De tijd van Christus, een symfonie voor mezzosopraan, gemengd koor en orkest
  1. De geboorte van Jezus
  2. Maria Magdalena
  3. Christus intocht in Jeruzalem
  4. Pilatus oordeel
  5. Calvarië (Golgotha)
  6. Hallelujah

#### Concerten voor instrumenten en orkest
- 1980-1983 Concert, voor viool en orkest
- 1989-1990 Concerto, voor piano en orkest
- 1990 Concerto, voor trompet en orkest

#### Andere werken voor orkest
- 1954 Radda en Loiko, symfonisch gedicht voor orkest naar de roman "Makár Tjoedrá" van Maxim Gorki
- 1955 Plechtige ouverture, voor orkest
- 1958 De dood van het pionier meisje, vocaal-symfonisch gedicht voor sopraan, mezzosopraan en orkest - tekst: E. Bagritsky
- 1959 Suite uit het ballet "Kust van de Hoop", voor orkest
  1. De zee
  2. Vrolijke dans
  3. Adagio
  4. De dans van de vreemde visser
  5. Nocturne
  6. De storm
  7. De kust van de hoop
- 1966 Ter nagedachtenis aan de gevallenen tijdens het beleg van Leningrad, symfonisch gedicht voor orgel, strijkers, vier trompetten, twee piano's en slagwerk
- 1968 Eerste Suite uit het ballet "De schepping van de wereld"
  1. Chaos en de duivel
  2. Ronde dans van de Engelen
  3. Adam en Eva
  4. De schepping van de wereld
- 1969 Tweede suite uit het ballet "De schepping van de wereld"
  1. Dag en nacht
  2. Adam en Eva worden uit het paradijs verdreven
  3. Ave Eve
  4. Het einde van de wereld en de epiloog
- 1970 Hymne voor Lenin, voor solisten, gemengd koor en orkest - tekst: M. Dudin
- 1975 Derde suite uit het ballet "De schepping van de wereld"
  1. Creatie van Adam
  2. De duivel en de heks
  3. Vrolijke Jacht
  4. Creatie van Eva
- 1977 Poesjkin, vocaal-poëtische symfonie voor spreker, mezzosopraan, gemengd koor, twee harpen en orkest
- 1984-1985 De meester en Margarita, symfonische fantasie naar Bulgakov
- 1985 Suite uit de opera "Majakovski begint", voor bas en orkest
- 1987 Concertino buffa, voor kamerorkest
- 1988-1989 Romantische variaties, voor orkest
- 1990 Rusland en zijn klokken, symfonische variaties op een thema van Modest Moessorgski voor orkest
- 1996 Vivat, Olympus, ouverture voor orkest
- 2000 Briljant St. Petersburg, muziek voor symfonisch orkest
- 2002 Street Melodies dressed in Tuxedos, symfonische transcripties van de melodieën uit de films - Suite
- 2005 Afscheid van 2005..., voor symfonisch orkest

### Werken voor harmonieorkest
- 1989-1990 Russisch Capriccio, voor harmonieorkest

### Oratoria en cantates
- 1972-1973 Peter de Grote, vocaal-symfonisch fresco - Oratorium - voor solisten, gemengd koor en orkest - tekst: Natalja Kasatkina en Vladimir Vassiljev
- 1977 Ik loof de Revolutie, cantate voor spreker, solisten, gemengd koor en orkest - tekst: naar M. Dudin

### Muziektheater

#### Opera's
| Voltooid in | titel                                                                 | aktes                    | première                       | libretto                                                                          |
| ----------- | --------------------------------------------------------------------- | ------------------------ | ------------------------------ | --------------------------------------------------------------------------------- |
| 1974        | Peter de Grote                                                        | 3 bedrijven, 10 fresco's | 1975, Leningrad, Kirov Theater | Natalja Kasatkina, Vladimir Vasiljev naar historische documenten en volksliederen |
| 1982        | Маяковский начинается - Majakovski natsjinajetsja (Majakovski begint) | 2 bedrijven, 10 scènes   | 1983 Leningrad                 | Mark Rozovskij naar teksten van Vladimir Majakovski                               |

#### Balletten
| Voltooid in | titel                                                              | aktes   | première        | libretto | choreografie |
| ----------- | ------------------------------------------------------------------ | ------- | --------------- | --- | ------------ |
| 1955        | De stationschef                                                    | 1 akte  |                 | Joeri Zavodsjikova naar een verhaal van Aleksandr Poesjkin                                                       |              |
| 1957-1959   | Берег надежды (Kust van de Hoop)                                   | 3 aktes | 1959, Leningrad | Joeri Slonimskij naar Igor' Belskij                                                                              |              |
| 1968-1971   | Сотворение мира (De Schepping van de wereld)                       | 3 aktes | 1972, Leningrad | Natalja Kasatkina, Vladimir Vasiljev naar Jean Effels schilderijen                                               |              |
| 1978        | Пушкин. Размышления о поэте (Poesjkin. Reflecties over de dichter) | 2 aktes | 1979, Leningrad | Natalja Kasatkina, Vladimir Vasiljev naar verzen van Aleksandr Poesjkin en van hem gedocumenteerde volksliederen |              |
| 1987        | Мастер и Маргарита (De meester en Margarita)                       | 1 akte  |                 | B. Eifman naar M. Bulgakovs roman                                                                                |              |

#### Musical
| Voltooid in | Titel                                                                                    | Aktes   | Première | Libretto                    | Verdere liedteksten | Choreografie |
| ----------- | ---------------------------------------------------------------------------------------- | ------- | -------- | --------------------------- | ------------------- | ------------ |
| 1960        | Daar zijn drie studenten                                                                 | 2 aktes | 1960     | A. Kuznezov en T. Shtain    |                     |              |
| 1966-1967   | В ритме сердца, («Мы хотим танцевать») (In het ritme van het hart, ("We willen dansen")) | 2 aktes |          | V. Konstantinov en B. Razer |                     |              |
| 2001        | Captain's Daughter                                                                       |         |          |                             |                     |              |

### Vocale muziek
- 1951 In Vrede, voor zangstem en orkest
- 1956-1957 Eenvoudige liederen, zangcyclus voor sopraan, bas en piano - tekst: G. Rodari
- 1957 De laatste nacht, romantisch gedicht voor mezzosopraan en orkest - tekst: V. Asarov
- 1969 Pathetisch gedicht naar verschillende Russische dichters, voor hoge bas, twee piano's en slagwerk

### Kamermuziek
- 1969 Zigeuner rapsodie, voor viool en piano
- 1993 Strijkkwartet
- 2002 Strijkkwartet nr. 2 "Ex profundis memoriae"

### Filmmuziek
- 1961 Amphibian Man
- 1962 De derde tijd
- 1962 De weg naar de pier
- 1963 Twee zondagen
- 1963 I Step Through Moscow - Wandelen de straten van Moskou
- 1964 Bunny
- 1965 Drieëndertig
- 1966 Beware of the Car - Pas op voor de auto
- 1967 Zijn naam was Robert
- 1967 een gunstige wind, "Blue Bird"!
- 1968 Zigzag van Luck
- 1968 De oude, oude verhaal
- 1970 Let op, Turtle!
- 1970 Mijn goede vader
- 1971 Oud-rovers
- 1972 Taming the Fire
- 1973 hopeloos verloren
- 1976 Blue Bird
- 1977 White Bim zwart oor
- 1977 Office Romance
- 1979 Garage
- 1979 Herfst Marathon
- 1980 Say A Word About The Poor Gussar
- 1981 Ring van Amsterdam
- 1982 Station voor Twee
- 1982 Solar Wind
- 1984 Een wrede Romance
- 1985 Vraag bataljons voor Fire
- 1986 De laatste weg
- 1987 Een vergeten melodie voor de Fluit
- 1989 De edele rover Vladimir Dubrovsky
- 1989 Vagrant bus
- 1989 Uit het leven van Fjodor Kuzkina
- 1991 Promised Heaven
- 1992 Strange mannen Semenova Ekaterina
- 1993 Ballerina
- 1993 Anastasia
- 1993 Voorspelling
- 1993 grijze wolven
- 1994-1995 St. Petersburg mysterie
- 1996 He, dwazen!
- 1997 Aleksej
- 1998 Khrustalev, de auto!
- 2000 De oude hit
- 2000 was volle maan van de tuin
- 2003 Arme, arme Pavel
- 2003 De sleutel naar de slaapkamer
- 2005 ... Lessen afgeleerd Stolypin
- 2007 Light my

## Publicaties
- Nuzhma khoroshaia malodiia, in: Iskusstvo kino (Moscow), No. 10 (Oct. 1980), p. 84-96.
- Talking about My Profession - The Secrets of Music in Films, in: Soviet Film (Moscow), No. 233 (No. 10), (Oct. 1976), p.24-25.
- samen met Dora Romadinova: Kinekompozitor : eto professiya? : Kriticeskie dialogi., in: Sovetskaya muzyka, 36, No. 6 (June 1972), p. 16-22.